# ديف ميلر (ملحن)
ديف ميلر (بالإنجليزية: Dave Miller)‏ هو ملحن ومنتج أسطوانات أمريكي، ولد في 4 يوليو 1925 في فيلادلفيا في الولايات المتحدة، وتوفي في 24 مايو 1985.

## وصلات خارجية
- ديف ميلر على موقع ميوزك برينز (الإنجليزية)
- ديف ميلر على موقع ميوزك برينز (الإنجليزية)
- ديف ميلر على موقع ديسكوغز (الإنجليزية)